# Grupo Educacional Anglo-Americano
O Grupo Educacional Anglo-Americano é uma rede de colégios e faculdades do Brasil, com unidades espalhadas em vários pontos do território nacional e até no exterior. Pertence ao senador pela Paraíba Ney Suassuna.
O Grupo Anglo-Americano nasceu a partir da fundação em 1919 da British American School na cidade do Rio de Janeiro, pela educadora inglesa Margareth Coney, tendo como objetivo principal atender às colônias inglesa e americana da cidade. Era um colégio brasileiro, mas empregava o inglês em diversas atividades. Na II Guerra Mundial o governo federal proibiu a manutenção de nomes estrangeiros em instituições de ensino, fazendo com que a escola adotasse a denominação de Colégio Anglo-Americano. Após a morte de sua fundadora o colégio gradualmente perdeu sua inclinação inglesa, ao mesmo tempo em que se projetava como uma notável instituição de ensino com práticas inovadoras.
Em 1976 foi criado o Colégio Anglo-Americano de Foz do Iguaçu, para servir à população que construía a  barragem de Itaipu, e nos anos seguintes foram fundadas outras unidades no Rio de Janeiro, no Iraque e em Angra dos Reis. Em 1981 foi instituído o ensino à distância, e dez anos depois, fundou-se um colégio no Paraguai.
As unidades de ensino superior surgiram na década de 1970 também no Rio, com o nome de Faculdades Anglo-Americano, expandindo-se depois para novas unidades em Foz do Iguaçu, Passo Fundo, João Pessoa, Campina Grande, Caxias do Sul, Chapecó e Bagé.